# Канем (империя)
Канем (ок. 700—1380) — доколониальное африканское государство. Занимало территорию современного Чада, а также южной Ливии (Феццана), восточного Нигера, северо-восточной Нигерии и северного Камеруна. История Канема с XIII века хорошо известна благодаря Королевской хронике, найденной в 1851 году немецким путешественником Генрихом Бартом. Преемником Канема стало государство Борну.

## История

### Возникновение
Возникновение империи Канем началось около 700 года, когда кочевые племена загава, родственные современным тубу, мигрировали на плодородные земли северо-восточнее озера Чад. До переселения эти земли населяли оседлые племена под общим названием Сао, которые образовали сложную децентрализованную систему укреплённых городов-государств. К концу XVI века загава полностью подчинили и ассимилировали Сао, но при этом приняли существенную часть их обычаев и образа жизни.

### Династия Дугува
Канем располагался на южном конце торгового пути через Сахару, соединявшего Триполи и озеро Чад. В 700 году, при первом документально известном царе («Маи») Сефе или Саифе, Загава основали город Нджими (N’jimi, южный на языке теда), ставший их столицей. Нджими достиг значительной власти и влияния при сыне Сефа, Дугу. Дугу считается основателем династии Дугува. Маи Дугува обладали божественной властью и принадлежали к правящей аристократии, известной как Магуми. Несмотря на смену династии, Магуми и титул Маи сохранялись более тысячи лет.

### Династия Сефува (Сайфава)
В конце I тысячелетия н. э. североафриканские купцы, берберы и арабы, распространили в Канеме ислам, который впоследствии играл исключительную роль в истории империи. В 1085 году представитель мусульманской знати Хуммай сверг последнего царя Дугува, Маи Селма, и основал новую династию Сефува (Sefuwa). Это означало, прежде всего, что государство становилось исламским. Кроме того, изменилась мифология, связанная с основанием империи. После XIII века основатель империи Маи Сеф отождествлялся с полулегендарным йеменским царём Саифом ибн Дхи Язаном (Sayf ibn Dhi Yazan), освободившим Йемен из-под власти Аксума. В связи с этим правящую династию стали называть Сайфава (Sayfawa).
Принятие ислама усилило связи Канема с Аравийским полуостровом и Средиземноморьем, а также существенно повлияло на грамотность, прежде всего среди знати. Тем не менее, население, исповедовавшее традиционные анимистические верования, долгое время сопротивлялось принятию ислама. К XII веку Сайфава правили всем Канемом и собирали дань с большой территории вокруг озера Чад.
К XIII веку в Канеме были достигнуты новые методы централизованного управления и ведения войны (благодаря обработке железа). Хотя Канем не контролировал золотые рудники, как это было в случае с империями Гана и Мали на запад, но источником обогащения были караванные пути, ведущие на север через Феццан к африканскому побережью Средиземноморья и на восток к Египту. При династии Сефува Канем являл собой образец племенного феодализма, в котором важную роль играл «великий совет» из числа 12 главных чиновников империи.

### Маи Дунама Даббалеми
Империя Канем достигла своей высшей точки во время правления маи Дунама Даббалеми (Dunama Dabbalemi, примерно 1221—1259), сыне другого известного по сказаниям правителя из династии Сайфава — Сельмы. Даббалеми установил дипломатические связи с другими мусульманскими государствами Северной Африки и основал в Каире специальный постоялый двор для североафриканских паломников, совершающих хадж в Мекку. Он объявил джихад окружающим Канем племенам и покорил их, существенно расширив территорию империи. В его правление территория Канема включала не только области вокруг озера Чад, но и доходила на запад до современного города Кано, на юг до степей Адамава в современном Камеруне, и на восток до Вадая. Впрочем, степень влияния центральной власти существенно уменьшалась по мере отдаления от Нджими, так что на границах империи подчинение центральной власти обычно было чисто символическим.
Даббалеми ввел систему, при которой военачальники в качестве вознаграждения получали управление над народами, которые они покоряли. Эта система естественным образом привела к наследованию этих должностей, и, таким образом, государственная система, основанная на лояльности маи, постепенно трансформировалась в децентрализованное феодальное государство. Даббалеми подавлял эти тенденции, но после его смерти распри между его сыновьями существенно подорвали силу династии Сайфава. Династические распри переросли в гражданскую войну, и в результате племена, окружающие Канем, перестали платить дань.

### Падение Канема и создание Борну
Несколько преемников Дунамы Даббалеми правили в обстановке относительной стабильности, но после этого Канем вступил в период феодальной раздробленности. После смерти Думалы II Канем вошёл в двухсотлетний период внутренних междоусобиц, которые вместе с внешними нападениями к концу XIV века привели к распаду империи на части. Появилось несколько претендентов на трон, ведущих войны между собой. Кроме того, сао, жившие на этой территории до появления Загава, подняли восстание, убив четырёх маи между 1342 и 1352 годами.
Окончательный удар империи Канем нанесли билала (булала) — племена с территории, прилегающей к озеру Фитри на северо-востоке. К 1376 году билала вытеснили династию Сайфава из столицы, а в 1388 году окончательно завоевали Канем и господствовали в нём ещё почти столетие.
Канури вынуждены были вернуться к кочевому образу жизни и мигрировали к западу от озера Чад, где позже они основали государство Борну (Борно). Борну достигло наибольшего могущества при Идрисе Алаоме (1580—1617), включив в свой состав ряд старых владений империи Канем.
В начале XIX столетия, когда Осман дан Фодио возглавил джихад Фульбе (Фулани) и создал султанат Сокото, завоевав и разграбив столицу Борну (Нгазаргамо), и там к власти тоже пришли исламские радикальные элементы в лице проповедника Мухаммада аль-Амина аль-Канеми, бросившего вызов фульбе. Превратившись после бегства правителя-маи из религиозной в политическую фигуру, он остановил их натиск в 1808 году и затем отразил новое нашествие в 1810 году. Государство объявило джихад, ведя кровопролитные религиозные войны со своими соседями. Хотя маи из династии Сефува, правившей в Канем-Борну с 1085 года, оставались номинальными правителями страны, они утратили всякое политическое влияние, а реальная власть сосредоточилась в руках аль-Канеми и его рода, носивших титул шеху (шейхов).
Борну просуществовало до 1893 года, когда было завоёвано суданским авантюристом и работорговцем Рабих аз-Зубайром. После раздела государства последнего европейскими колониалистами в 1901 году Борну оказался в зоне английского протектората (с 1914 года вошёл в состав британской колонии Нигерия), тогда как большая часть исторического Канема ныне находится на территории Чада, бывшего французского владения.